# Nina Il'inična Niss-Gol'dman
Nina Il'inična Niss-Gol'dman (in russo Нина Ильинична Нисс-Гольдман?; Rostov sul Don, 19 settembre 1892 – Mosca, 30 gennaio 1990) è stata una scultrice e pittrice russa, esponente del espressionismo e del realismo socialista.
Fu uno dei membri fondatori della Società degli artisti "4 iskusstva" (1924-1931, Mosca), membro della Società degli scultori russi (SRS) (1925-1932, Mosca), membro del Unione degli artisti di Mosca (MOSSH) dalla sua fondazione (1932), il più vecchio membro dell'Unione degli artisti dell'URSS.

## Biografia

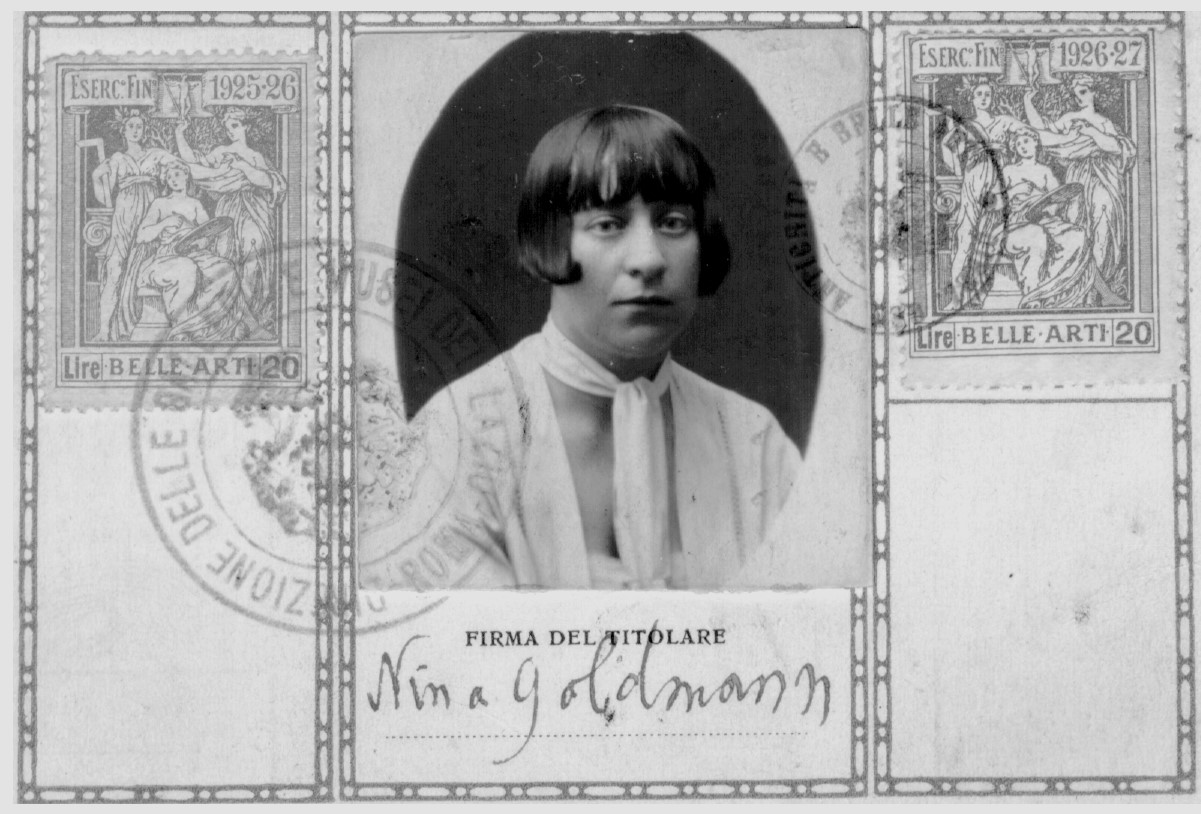
Nina Niss-Gol'dman.
Accademia di belle arti di Roma.
Tessera personale. 1926

Nina Il'inična Niss-Gol'dman nasce il 19 settembre 1892 a Rostov-sul-Don nella famiglia del medico Il'ja Gilelevič Ryndzjun (in russo Илья́ Ги́лелевич Рындзю́н?).
A partire dall'età di 14 anni inizia gli studi presso la scuola di scultura di Kiev, ma all'età di 16 anni, nel 1909, parte per Parigi ed entra nella famosa "Académie Rousse". Qui incontra Aleksandr Archipenko, Oskar Meščaninov, Amedeo Modigliani, Chana Orloff, Chaïm Soutine, Ossip Zadkine, Iosif Čajkov e altri. Con Modigliani - così amava ricordare - andava spesso a mangiare la zuppa di cipolle in un caffè vicino. Fu influenzata da Auguste Rodin e Aristide Maillol. Partecipa alle esposizioni del Mondo dell'Arte (1915-1917).
Dal 1920 la Niss-Gol'dman insegna al Vchutemas (riorganizzato in VChUTEIN nel 1926), dove riceve il titolo di professore. Nel 1926 Nina Il'inična, su raccomandazione di Vladimir Favorskij, parte per un viaggio di lavoro di due anni in Italia, dove per due anni frequenta i corsi dell'Accademia romana di Belle Arti.

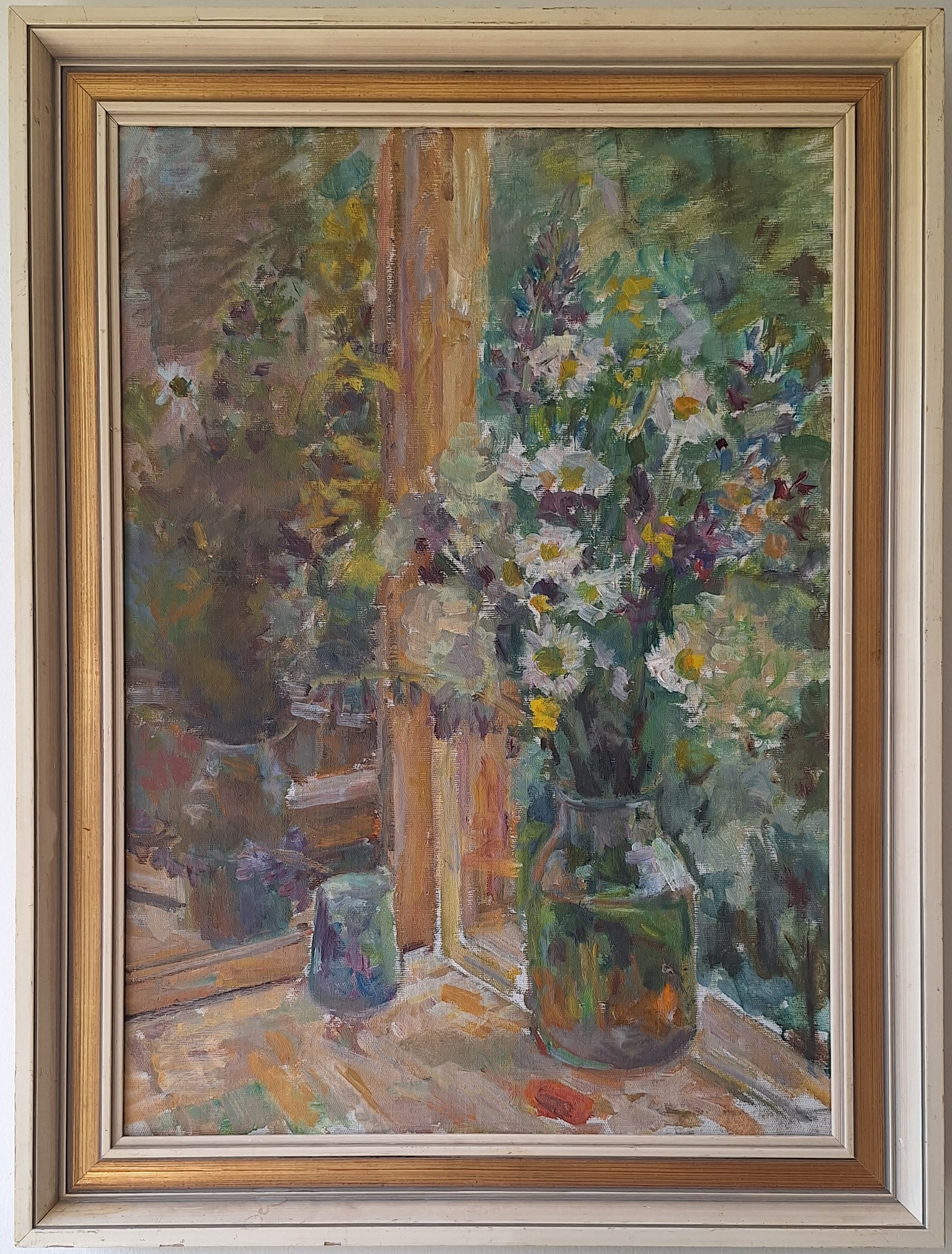
Nina Niss-Gol'dman
Natura morta con fiori.
Tela, olio, 48x67 cm. Impressionismo. 1948

A Mosca Niss-Gol'dman inizia a partecipare nel 1915, a tutte le mostre dell'Unione e all'estero. Le sue opere sono presenti in numerosi musei del Paese, tra cui la collezione dell'avanguardia russa degli anni Venti nel Museo russo di San Pietroburgo e nella Galleria Tret'jakov di Mosca. Un busto del poeta Valerij Brjusov (1924), che posò per lei poco prima di morire, è tuttora esposto alle mostre dedicate all'arte russa del XX secolo.
Oltre alla scultura, Nina Niss-Gol'dman si dedica con passione alla pittura. I critici apprezzano molto le sue magnifiche nature morte a olio su tela, molte delle quali si trovano in collezioni private in Russia, Italia e Germania. Nel 2020, la Galleria Tret'jakov ha accettato un autoritratto di Nina Niss-Gol'dman (tela, olio, 70x64 cm) come dono della Galleria Sovart.
È morta a Mosca ed è sepolta nel cimitero Preobraženskij.

## Opere selezionate

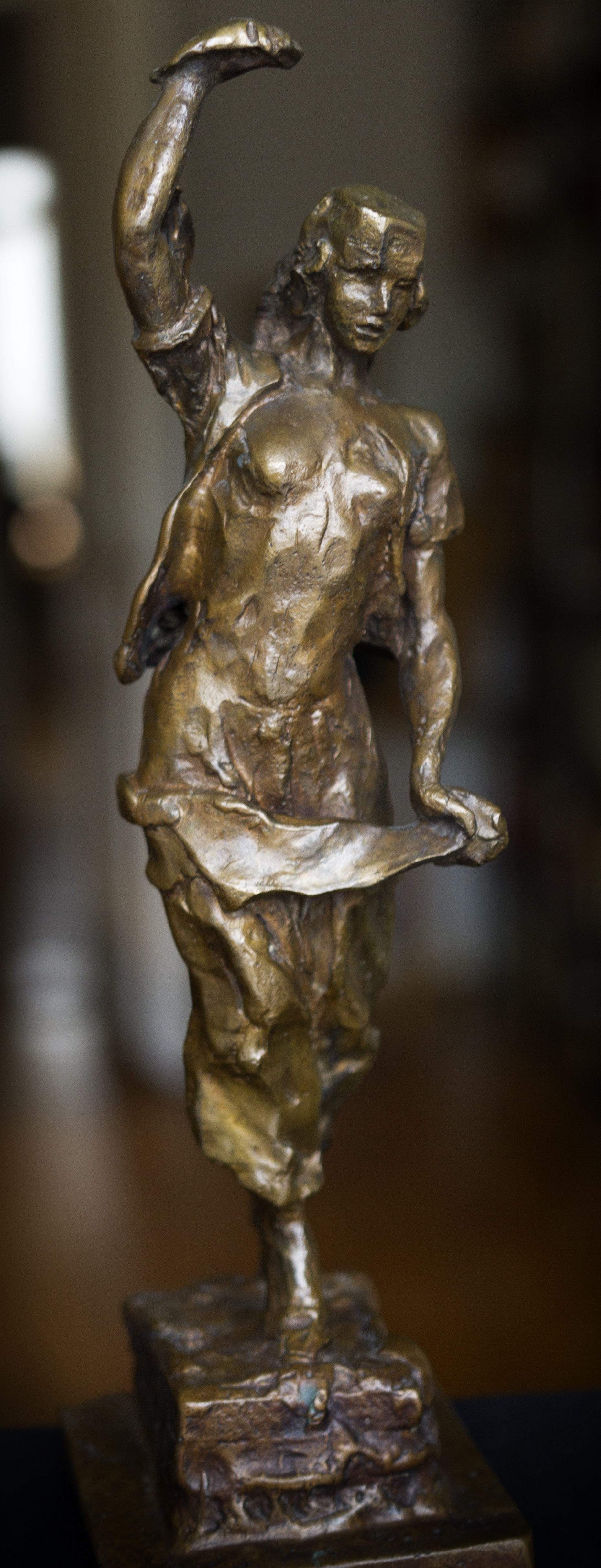
Nina Niss-Gol'dman, Danzatrice uzbeka, bronzo, 1932

La Niss-Gol'dman ha realizzato molti ritratti di suoi contemporanei. In particolare, hanno posato per lei: 
- Aleksandr Beloborodov
- Valerij Brjusov
- Dusja Vinogradova
- Giovanni Germanetto
- Konstantin Paustovskij
- Aleksandr Solženicyn

I musei contengono anche i ritratti di:
- Jakov Sverdlov
- Nikolaj Gastello
- Vjačeslav Molotov
- Antoine de Saint-Exupéry
- Andrej Platonov

Circa una dozzina di sculture e targhe commemorative sono state create da lei e installate a Mosca: a Leone Tolstoj, Rachmaninov, Botkin, Ostužev, Telešov.

## Citazioni
Aleksandra Šatskich:

## Dalle memorie dei contemporanei

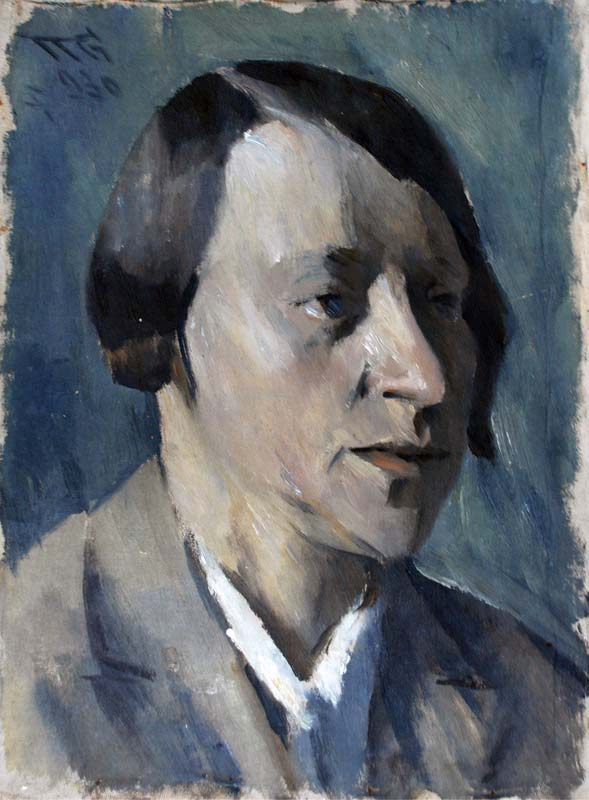
Vladimir Grinberg, Ritratto della scultrice Nina Niss-Gol'dman.
Olio su tela, 1930.
Museo regionale delle belle arti di Rostov sul Don.

- A.Burganov:

È difficile credere che Modigliani, Bourdelle, Maillol, Blok, Brjusov fossero persone vive. Per tutti noi sono dipinti, sculture, libri. Nina Il'inična ci trasmette con semplicità e naturalezza il calore della stretta di mano dei suoi grandi contemporanei nel nostro presente. Questo tocco è un miracolo. Ci dà un senso vivo della storia. Cominciamo a credere in noi stessi.»
- T. Chvostenko:

Studiò nel 1908 a Parigi presso la famosa Accademia RUSS tra l'intellighenzia bohémien russa, conobbe personalmente Bourdelle e Bonnard, fu amica di Modigliani, così come dei più tardi famosi Sadkin, Archipenko e altri.
Adorava la poesia russa ed era un interlocutore di Kljuev, Chlebnikov, Balmont, Esenin, Cvetaeva, ovviamente, Achmatova, così come l'amica di Blok Nadežda Pavlovič, e riuscì ad ascoltare personalmente Blok, Vjačeslav Ivanov, Majakovskij, Mandel'štam.
Ha creato innumerevoli ritratti di vari suoi contemporanei ed è orgogliosa che Mosca sia decorata con circa una dozzina delle sue sculture commemorative e targhe commemorative: Leone Tolstoj, Rachmaninov, Botkin, Ostužev, Telešov e altri.»
- Nadežda Udal'cova:

Sono scappata dalle mura soffocanti della mia stanza d'ospedale e sono tornata nel mio studio. Ci sono stati degli errori, e un fatto è che mi sono indebolita nello spirito, che la mia volontà malvagia si è placata. Bene, mettiamoci al lavoro. Mi sono resa conto ancora una volta che sapevo da molto tempo che N è entrata così profondamente nella mia vita di artista. Il suo ottimismo nell'arte, la sua affermazione della volontà creativa un tale sostegno per me - e altro ancora - fanno parte di una sorta di forza interiore che si è indebolita così tanto per me durante questi anni.»
- A.Poverin:

Ha studiato a Parigi. Ha parlato con Bourdelle, Despio e Picasso. Era amica di Modigliani e Zadkine. In Russia ha insegnato per più di quarant'anni al VKHUTEMAS e al VKHUTEIN. Molti eccezionali scultori sovietici passarono attraverso le sue mani. Ha scolpito Kljuev, Brjusov e Platonov dal vero. Era amica di Majakovskij, Muchina e Bruni, ecc., ecc.»
- Valentina Morderer:

Niss laconica, filosofica e maliziosa, fortunatamente, non poteva nemmeno immaginare quale gloria postuma l'attendesse.
In primo luogo, Dina Rubina l'ha resa l'eroina della sua storia "Na verchnej Maslovke", e poi è diventata una celebrità dopo l'uscita del film con lo stesso nome nel 2005, con Alisa Freindlich e Evgenij Mironov.
Quindi la gloria terrena non solo passa, ma a volte cade dal nulla. Nina Il'inična era piena di autostima, conosceva il suo valore e non perseguiva in alcun modo una popolarità economica o costosa. Ma l’ha ricevuto integralmente.»

## Mostre
Non si può contare il numero totale di mostre ed esposizioni a cui ha preso parte la scultrice N. Niss-Gol'dman.
- 1924 Mosca: 26a MOSTRA DELL'ASSOCIAZIONE DEGLI ARTISTI DI MOSCA
- 1925 Mosca: MOSTRA D'ARTISTI “4 ARTI”
- 1926 Mosca: MOSTRA DI PITTURA, GRAFICA, SCULTURA, ARCHITETTURA DELLA SOCIETÀ DEGLI ARTISTI “4 ARTI”
- 1927 Mosca: 2a MOSTRA DI SCULTURA DELLA SOCIETÀ DEGLI SCULTORI RUSSI (ORS)
- 1929 Mosca: 3a MOSTRA DI SCULTURA DELLA SOCIETÀ DEGLI SCULTORI RUSSI (ORS)
- 1933 Mosca: MOSTRA "ARTISTI DELLA RSFSR PER QUINDICI ANNI (1917-1932). Scultura
- 1934 Mosca: MOSTRA DI OPERE DI ARTISTI COMANDATA DAL CONSIGLIO DEI COMMISSARI DEL POPOLO DELLA RSFSR, NARKOMPROS, "ALL-ARTIST" E MOSSKH IN TUTTO L'URSS NEL 1933
- 1937 Mostre all’estero: MOSTRA INTERNAZIONALE “ARTE E TECNOLOGIA NELLA VITA MODERNA”
- 1937 Mosca: MOSTRA DEGLI SCULTORI DI MOSCA
- 1939 Mosca: MOSTRA UNIONALE DI GIOVANI ARTISTI DEDICATA AL VENTESIMO ANNIVERSARIO DEL Komsomol
- 1940 SSR bielorusso: BELLE ARTI SOVIETICHE. MOSTRA ITINERANTE NELLE REGIONI OCCIDENTALI DELLA BSSR
- 1940 Mosca: MOSTRA DI SCULTURA DELL'UNIONE DI MOSCA DEGLI ARTISTI SOVIETICI
- 1945 Aut. Rep., territori e regioni della RSFSR: ESPOSIZIONE DI OPERE ARTISTICHE PER LA CONFERENZA DELL'ACCADEMIA DELLE SCIENZE DELL'URSS SULLO STUDIO DELLE FORZE PRODUTTIVE DELLA REGIONE DI MOLOTOV
- 1946 Mosca: MOSTRA D'ARTE TUTTA L'UNIONE
- 1955 Mosca: 50 ANNI DELLA PRIMA RIVOLUZIONE RUSSA
- 1955 Mosca: MOSTRA DI PITTURA, SCULTURA, GRAFICA E OPERE DI ARTISTI DI TEATRO E CINEMA DI MOSCA E LENINGRADO
- 1957 Mosca: MOSTRA D'ARTE TUTTA DELL'UNIONE DEDICATA AL 40° ANNIVERSARIO DELLA GRANDE RIVOLUZIONE SOCIALISTA DI OTTOBRE
- 1957 Mosca: MOSTRA DI PITTURA, SCULTURA, GRAFICA PER IL PRIMO CONGRESSO DI ARTISTI SOVIETICI DI TUTTA L'UNIONE
- 1958 Mosca: MOSTRA D’ARTE TUTTA L’UNIONE “40 ANNI DEL KOMSOMOL”

## Menzioni
- Dom na Maslovke è un film documentario diretto da Sergej Loginov (1990).
- Na verchnej Maslovke è un racconto di Dina Rubina. La storia è ambientata a Mosca nella Città degli Artisti. Il prototipo della "vecchia" era Nina Il'inična Niss-Gol'dman, che occupava il laboratorio 11 nell'edificio 1.
- Na verchnej Maslovke è un film del 2005 basato sull'omonima storia di Dina Rubina, con Alisa Frejndlich e Evgenij Mironov. Girato direttamente negli interni della Città degli Artisti.
- “Quattro Arti” è un'associazione artistica che esisteva a Mosca e Leningrado nel 1924-1931.
- “Città degli Artisti” è un complesso architettonico sulla strada, in via Verchnjaja Maslovka a Mosca.
- La “Lista degli artisti dell’età dell’argento” comprende pittori, grafici e scultori che hanno lavorato in Russia negli anni 1900-1930 e che erano membri di vari gruppi e associazioni artistiche.
- “Scultore G. Schulz” - ritratto di N. Niss-Gol'dman (gesso, 1969).
- "Serate sulla Maslovka vicino alla Dinamo." — ISBN 5-94299-021-2. - libro in due volumi con le memorie dell'artista e restauratrice Tat'jana Vasil'evna Chvostenko, Olympia Press, Mosca 2003.
- N. I. Niss-Gol'dman sul sito web “Maslovka. Città degli Artisti”.[15]
- 10.000 migliori artisti del mondo (secoli XVIII-XXI).[16]
- “Le donne ebree nell’avanguardia russa”[17]
- "Gli ebrei nell'avanguardia russa: un'arte nazionale?"[18]